# Mees (Mondkrater)
Mees ist ein Einschlagkrater auf der Mondrückseite.
Nur bei sehr günstiger Libration ist der Krater von der Erde aus sichtbar, dann aber nur von der Seite unter einem sehr flachen Winkel.
Der Krater Mees liegt in dem Gebiet zwischen dem riesigen Einschlagkrater Hertzsprung und dem Oceanus Procellarum, am Nordrand des Auswurfgebiets des Mare Orientale, auf halbem Wege zwischen Einstein und Elvey. In der Nähe befinden sich Nobel in westlicher Richtung und Sundman in südöstlicher Richtung.
Mees hat drei Nebenkrater:
| Buchstabe | Position           | Durchmesser | Link |
| --------- | ------------------ | ----------- | ---- |
| A         | 15,64° N, 95,31° W | 34 km       |      |
| J         | 12,29° N, 94,86° W | 24 km       |      |
| Y         | 15,73° N, 96,74° W | 77 km       |      |

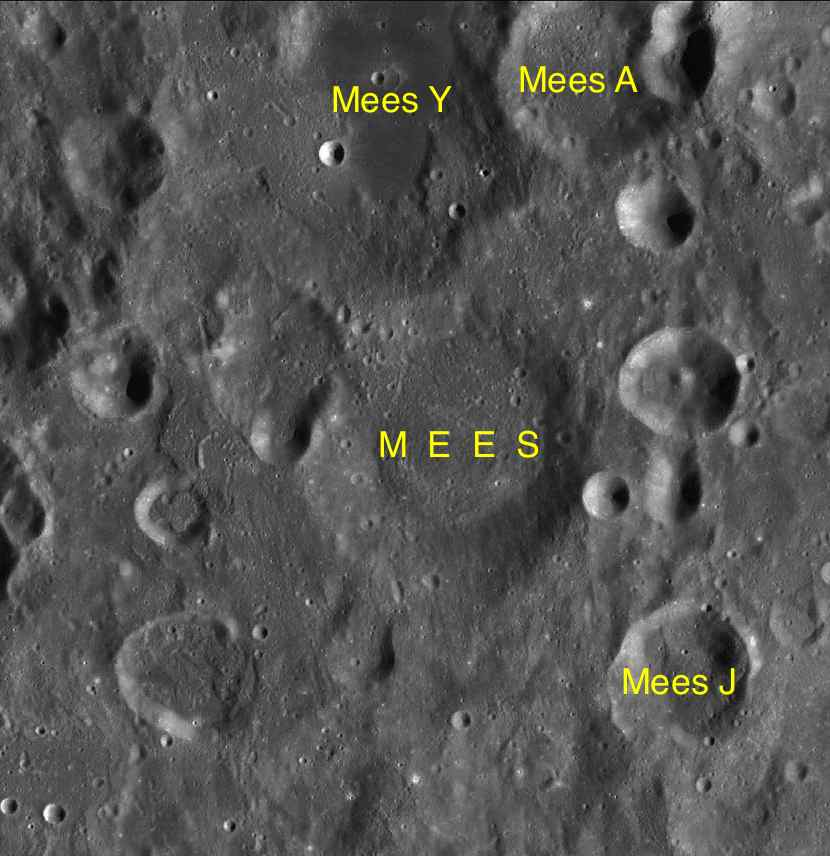
Mees mit seinen Nebenkratern

Der Krater wurde 1970 von der IAU offiziell nach dem britisch-amerikanischen Physiker Charles E. Mees benannt.